# Daniella Monet
Daniella Monet Zuvic (Los Angeles, 1 de março de 1989) é uma atriz e cantora norte-americana.  É mais conhecida pelo seu papel como Trina Vega, na série da Nickelodeon, Victorious.

## Carreira
Ela fez numerosos comerciais para TV e pontas em vários seriados da rede CBS, tendo protagonizado junto à Jason Alexander a comédia Listen Up, seu papel mais conhecido. Em 8 Simple Rules fez o papel de Missy, namorada de Rory (Martin Spanjers). Outro de seus papéis mais conhecidos foi sua participação no seriado Zoey 101, onde fez Rebecca, a possessiva ex-namorada de Chase. Também conhecida por fazer o papel de Trina na série Victorious
Em 2011 protagonizou junto à Drake Bell em A Fairly Odd Movie: Grow Up, Timmy Turner! como Tootie. Também protagonizou Fred 2: Night of the Living Fred como Bertha (no lugar de Jennette McCurdy).
Em 2015, juntou-se ao elenco da série Baby Daddy, interpretando a personagem Sam.

## Filmografia
| Ano  | Filme                                      | Papel           | Notas                      |
| ---- | ------------------------------------------ | --------------- | -------------------------- |
| 1998 | Follow Your Heart                          | Angie (jovem)   | Participação pequena       |
| 2006 | Simon Says                                 | Sarah           | Participação pequena       |
| 2007 | Taking 5                                   | Gabby Davis     | Protagonista               |
| 2007 | Nancy Drew                                 | Inga Veinshtein | Participação pequena       |
| 2008 | Taking The Band: Making Taking 5           | Ela Mesma       | Documentário, protagonista |
| 2008 | Taking 5: On Set                           | Ela Mesma       | Documentário, protagonista |
| 2010 | Rachel's Return                            | Danielle        | Participação pequena       |
| 2010 | Here's the Kicker                          | Lacey Matthews  | Participação pequena       |
| 2011 | A Fairly Odd Movie: Grow Up, Timmy Turner! | Tootie          | Filme de TV, protagonista  |
| 2011 | Fred 2: Night of the Living Fred           | Bertha          | Filme de TV, protagonista  |
| 2012 | A Fairly Odd Christmas                     | Tootie          | Filme de TV, protagonista  |
| 2014 | A Fairly Odd Summer                        | Tootie          | Filme de TV, protagonista  |
| 2014 | Rachel's Return                            | Danielle        | Supporting role            |
| 2015 | When Duty Calls                            | Ellie Skopic    | Television movie           |
| 2017 | Nickelodeon Sizzling Summer Camp Special   | Big Hand        | Television movie           |

| Ano           | Série                           | Papel                | Notas                              |
| ------------- | ------------------------------- | -------------------- | ---------------------------------- |
| 1997          | Pacific Blue                    | Young Corey (Aged 8) | 1 episódio                         |
| 2003          | American Dreams                 | Joyce Fitzsimmons    | 3 episódios                        |
| 2003          | Still Standing                  | Bethany              | 1 episódio                         |
| 2003-2004     | 8 Simple Rules                  | Missy Kleinfeld      | 4 episódios                        |
| 2004          | The Bernie Mac Show             | Karen                | 1 episódio                         |
| 2004–2005     | Listen Up!                      | Megan Kleinman       | Protagonista                       |
| 2006-2007     | Zoey 101                        | Rebecca Martin       | 2 episódios                        |
| 2008          | Miss Guided                     | Meredith Ritter      | 1 episódio                         |
| 2008          | The Suite Life of Zack and Cody | Dana                 | 1 episódio, "Bench Warmers"        |
| 2010          | iCarly                          | Garota Popular       | 1 episódio, "iPsycho"              |
| 2010–2013     | Victorious                      | Katrina "Trina" Vega | Elenco principal                   |
| 2011          | iCarly                          | Katrina "Trina" Vega | 1 episódio, iParty with Victorious |
| 2011          | Supah Ninjas                    | Clarissa             | 1 episódio, "Morningstar Academy"  |
| 2010          | The Troop                       | Fairy Eris           | 1 episodio                         |
| 2012-2013     | Fred: The Show                  | Bertha               | Elenco Principal                   |
| 2016-2017     | Baby Daddy                      | Sam Saffe            | 10 episodios                       |
| 2016-presente | Paradise Run                    | Apresentadora        |                                    |